# HMS Ajax (22)
O HMS Ajax foi um cruzador rápido operado pela Marinha Real Inglesa durante a Segunda Guerra Mundial. Ficou famoso por sua participação na Batalha do Rio da Prata, quando juntamente com outros navios ingleses combateram o cruzador alemão Admiral Graf Spee, após o combate os tripulantes do navio alemão o afundaram. Participou da  Batalha de Creta, a Batalha de Malta e como uma escolta ao Cerco de Tobruk.

## Pré guerra
O Ajax foi construído no estaleiro da Vickers-Armstrongs, em Barrow-in-Fumess, Inglaterra, sendo finalizado em 7 de Fevereiro de 1933 e lançado ao mar em 1 de Março de 1934. Inicialmente operou em patrulhas na América do Norte e na Índia. No início de 1935 foi enviado ao Mediterrâneo para acompanhar a crise na Abissínia, ficando até Novembro.
No final de 1937, retornou a Grã-Bretanha para reequipamento. Neste período, suas baterias de 4 pol. foram substituídas por uma torre de dupla ação.
Em Fevereiro de 1938, após o conserto,  voltou a incorporar o esquadrão das Índias Ocidentais, ficando nesta operação até 1939, quando foi deslocado  para patrulhar o Pacífico, na América do Sul.
Em 27 de Janeiro de 1938, foi deslocado para socorrer as vítimas do terremoto em Talcahuano, no Chile. Ao final da operação retornou as Bermudas, recebendo novas ordens para integrar  a Divisão do Atlântico Sul. Quando o Segunda Guerra foi declarada,  em Setembro de 1939, recebeu ordens para patrulhar a foz do  Rio da Prata, nas proximidades no Uruguai.

## Segunda Guerra
Batalha do Rio da Prata
Em 21 de agosto de 1939, o Admiral Graf Spee deixou o porto de Wilhelmshaven (Alemanha), na costa do Mar do Norte, com ordens secretas de atacar a navegação comercial no Atlântico Sul. As quais deveriam ser executadas, após a declaração oficial de guerra. A estratégia de Adolf Hitler faria com que antes da declaração de guerra o navio pudesse navegar em águas internacionais sem problema. Com esta estratégia, quando a declaração fosse feita o navio já estaria abaixo da Linha do Equador. Durante três semanas o navio navegou em oceano aberto a leste do Brasil. Finalmente em 20 de Setembro de 1939, o Admiral Graf Spee foi liberado para executar suas ordens.
A esta altura a marinha inglesa e a marinha francesa, já haviam criado forças pra vascular o Atlântico a procura do navio alemão que havia afundado diversas embarcações. No total  estes países haviam criado 7 forças navais, sendo que 3 estavam no Atlântico Sul.
- Força Y - operava na área do nordeste brasileiro constituído pelo couraçado Strasbourg e o cruzador Neptune;
- Força H - operava na Costa da África, com os cruzadores Sussex e Shropsire;
- Força G - operava com base em Port Stanley, nas Ilhas Malvinas, comporta de quatro cruzadores, Cumberland, Exeter ( nau capitânia), Ajax e Achiles.

No Dia D
Em 06 de Junho de 1944 o HMS Ajax deu apoio de fogo as tropas de invasão inglesas e canadenses na Normandia, e atirando de 12 000 metros de distância destruiu completamente o embasamento de uma bateria de artilharia alemã de 155 mm. Disparando uma bordada com seus canhões de 6 polegadas o Ajax acertou uma granada na seteira do embasamento, no momento em que os alemães carregavam um projétil  de 155 mm no canhão, A explosão da granada disparada pelo Ajax fez explodir a granada que estava sendo carregada e no ambiente fechado do embasamento a explosão abriu a porta de acesso ao depósito de munições do embasamento que estava cheio de projéteis e as respectivas cargas de pólvora, que também explodiram. Como resultado todo o embasamento foi destruído, a culatra do canhão desapareceu, o cano foi partido em diversas partes, pedaços de concreto do tamanho de carros foram arremessados a grande distância, da equipe de tiro alemã não foi encontrado nenhum vestígio.

## Links
- http://www.battleships-cruisers.co.uk/hms_ajax.htm Visita : 27/12/2016 - 20:58
- (em inglês) Diário de Bordo Visita em : 27/12/2016